# Pseudodidymaria clematidis
Pseudodidymaria clematidis är en svampart som beskrevs av U. Braun & Rogerson 1994. Pseudodidymaria clematidis ingår i släktet Pseudodidymaria, divisionen sporsäcksvampar och riket svampar.   Inga underarter finns listade i Catalogue of Life.